# Gyrocochlea paucilamellata
Gyrocochlea paucilamellata är en snäckart som beskrevs av Stanisic 1990. Gyrocochlea paucilamellata ingår i släktet Gyrocochlea och familjen Charopidae. Inga underarter finns listade i Catalogue of Life.